# Хвала безумию
«Хвала безумию» (1915) — немой художественный фильм Александра Уральского по мотивам романа Леопольда фон Захер-Мазоха «Венера в мехах». П. Тиман приобрёл исключительное право на экранизацию романа.
Вышел на экраны 15 декабря 1915 года. Фильм не сохранился.

## Сюжет
Фильм чрезвычайно эффектно, в условной обстановке рисовал извращённую любовь поэта, красивой женщины и некоего герцога. Герои фильма мучают и унижают друг друга, в мучительстве и унижениях находя высшее выражение своей любви.

## Художественные особенности
Фильм примечателен тем, что художником выступил Владимир Егоров, прежде оформлявший фильмы «Портрет Дориана Грея» и «Царь Иван Васильевич Грозный». Виктор Воеводин отметил, что декорации в фильме «приобретают стильный характер».
Рецензент журнала «Проектор» заявил, что «художник (или режиссёр) попытался (и весьма удачно) слить декоративный элемент с сюжетом пьесы в одно органичное целое». Согласно «Живому журналу» в фильме «обстановка как бы отодвигает игру актёров на задний план», поскольку «само содержание картины в форме поэмы сказки фиксирует внимание зрителя на обстановке более, чем на игре».
В. Вишневский назвал фильм интересным по глубине художественного замысла и великолепной технике выполнения работы режиссёра и художника.

## Критика
Журнал «Проектор» посвятил фильму длинную рецензию:

«Любовь — дар богов, высшая радость людей, — но она же и источник самых жестоких страданий». Таков девиз кино-поэмы <…> в картине фигурируют некий поэт и флорентинка и тщательно удалены все особенности быта и эпохи <…> намерения автора и режиссёра <…> к лирико-символическому изображению «безумия» любви <…>
 Анализируя тот огромный художественный материал, который воплощён в картине, приходится сказать, что если режиссёр во многом оказался на высоте задачи, то автор сценария далеко не справился с ней. <…>
Вместо того, чтобы изобразить муки любви в их высшем, типичном, общем для всего человечества проявлении, автор ударился в противоположную крайность, нарисовав уродливую, клиническую форму любви, известную <…> под именем «мазохизма» <…> картина <…> напоминает переделку романа Захар-Мазоха «Венера в мехах» <…>
 Недостатки сюжета искупаются в огромной мере красотой постановки Уральского и Егорова. По глубине художественного замысла, по великолепию техники исполнения эта постановка может соперничать с Мейерхольдовской постановкой «Дориана Грея» <…> Мы не пытаемся даже в короткой рецензии указать все те «жемчужины» режиссёрского творчества, которые щедро рассыпаны в картине <…> Достаточно сказать, что многое в постановке является новым словом, шагом вперёд в искусстве экрана.— «Проектор», 1916, № 1, стр. 11—12
В дальнейшем о фильме писали в основном отрицательно, отмечая лишь его сюжетную сторону. Так, прокоммунистический кинокритик Жорж Садуль, в целом отрицательно относившийся к дореволюционному кино, в том, что фильм не запретило царское правительство, видел пропаганду порнографии.
В. Вишневский охарактеризовал фильм как «один из характернейших упадочнических предреволюционных фильмов».
В. Михайлов приводил фильм как пример упадка фирмы «Тиман и Рейнгардт».
С. Гинзбург, признав, что фильм «отнюдь не был порнографичен», поскольку «у режиссёра было достаточно умения и такта, чтобы только намёками показывать извращённость своих героев», далее посвятил фильму гневную филиппику: он «был наполнен болезненной эротикой, … изображал её изысканно красивой … служил выражением … крайнего морального упадка» и т. д.

## Влияние
По словам В. Вишневского, фильм вызвал целый цикл картин, выпущенных в 1916 году под девизом «Хвала безумию».